# James Gunn (regissör)
James Gunn, född 5 augusti 1966 i Saint Louis, Missouri, är en amerikansk filmregissör, skådespelare, producent och manusförfattare.
Gunn belönades 2014 med det tvivelaktiga priset Golden Raspberry Awards. Han fick priset både för sämsta regi och sämsta manus för Movie 43. Priset delades mellan de många regissörer och manusförfattare som gjort segment av filmen.
Mellan 2000 och 2008 var James Gunn gift med skådespelaren Jenna Fischer.

## Filmografi
| År    | Titel                                       | Roll                         | Anteckningar                                     |
| ----- | ------------------------------------------- | ---------------------------- | ------------------------------------------------ |
| 1996  | Tromeo and Juliet                           |                              | Manusförfattare                                  |
| 2000  | The Specials                                | Tim Tilderbrook / Minute Man |                                                  |
| 2002  | Scooby Doo                                  |                              | Manusförfattare                                  |
| 2004  | Dawn of the Dead                            |                              | Manusförfattare                                  |
| 2004  | Scooby Doo 2 – Monstren är lösa             |                              | Manusförfattare                                  |
| 2004  | LolliLove                                   | James                        |                                                  |
| 2006  | Slither                                     |                              | Regissör och manusförfattare                     |
| 2010  | Super                                       | Demonswill                   | Även regissör och manusförfattare                |
| 2014  | Guardians of the Galaxy                     | Maskless Sakaaran            | Även regissör och manusförfattare                |
| 2016  | The Belko Experiment                        |                              | Producent och manusförfattare                    |
| 2017  | Guardians of the Galaxy Vol. 2              |                              | Regissör och manusförfattare                     |
| 2019  | Brightburn                                  |                              | Producent                                        |
| 2021  | The Suicide Squad                           |                              | Regissör och manusförfattare                     |
| 2022– | Peacemaker                                  |                              | Regissör, manusförfattare och exekutiv producent |
| 2022  | I Am Groot                                  |                              | Exekutiv producent                               |
| 2022  | The Guardians of the Galaxy Holiday Special |                              | Regissör, manusförfattare och exekutiv producent |
| 2023  | Guardians of the Galaxy Vol. 3              |                              | Regissör och manusförfattare                     |
| 2025  | Superman                                    |                              | Regissör och manusförfattare                     |
| 2026  | Supergirl: Woman of Tomorrow                |                              | Producent                                        |